# Androsace villosa
Androsace villosa L., 1753 è una pianta cespitosa perenne appartenente alla famiglia delle Primulacee.

## Descrizione
Alta dai 2 ai 4 centimetri, forma dei cuscinetti. I fusti sono legnosi e ramificati, le foglie sono sessili, con una lamina lanceolata bianca e pelosa. Gli scapi fiorali portano dai 2 ai 4 fiori. La corolla ha un tubo corto e 5 lobi con fauce gialla. La pianta fiorisce da maggio a luglio.

## Distribuzione e habitat
Cresce sulle Alpi e sugli Appennini, su pascoli e substrati rocciosi calcarei.